# شط العرب الصغير
شط العرب الصغير أو نهر الصالحية هو نُهير، متفرع من الصوب الشرقي لشط العرب في منطقة الأكوات، بقضاء شط العرب بشرق محافظة البصرة، جنوب العراق، يتفرع نهر الصالحية (شط العرب الصغير) من شط العرب في البقعة المقابلة لنهر الخورة، قرب الجسر الإيطالي، فيحاذيه 20 كيلومتراً، ثم يعود إليه مكوّناً جزيرة الصالحية،، كما يحاذي نهر الصالحية منطقة شلهة الاغوات والبوارين والتنومة، وفيه سفن غارقة تجتمع حولها أسماك كثيرة فتزيد فائدة الصيّادين هناك، قلّت مياه نهر الصالحية بسبب انقطاع أكثر الروافد عن شط العرب و قلة سقوط الأمطار وارتفاع الحرارة التي تزيد التبخر ودخول مياه الخليج العربي المالحة إلى شط العرب، ذكر الباحث أمير السعيدي أن "جزيرة الصالحية هي ضفة مقتطعة من قضاء التنومة بفعل الحركات التكتونية الحديثة في المنطقة ليتشكل نهر الصالحية".